# Pivarootsi
Koordinaten: 58° 33′ N, 23° 36′ O
Pivarootsi (frühere Schreibweise auch Piivarootsi; deutsch Paulsruhe) ist ein Dorf (estnisch küla) in der Landgemeinde Lääneranna im Kreis Pärnu (bis 2017: Landgemeinde Hanila im Kreis Lääne) in Estland.

## Einwohnerschaft und Lage
Der Ort hat dreizehn Einwohner (Stand 31. Dezember 2011). Er liegt sechs Kilometer südöstlich des Hafens Virtsu (Werder) direkt an der Ostsee.

## Geschichte
Die Siedlung wurde wahrscheinlich bereits im 14. Jahrhundert von Liven gegründet. Piva bedeutet in der livischen Sprache „heilig“.
1564/65 wurde die Siedlung als Randaby erstmals urkundlich erwähnt, 1586 als Piwarotz. 1885 wurde der Ort zu Ehren des ein Jahr vorher verstorbenen Barons Paul von Hoyningen-Huene in Paulsruhe umbenannt.
Das eigenständige Gut von Pivarootsi entstand in der zweiten Hälfte des 17. Jahrhunderts, als die Region zur schwedischen Krone gehörte. Letzter Privateigentümer vor der Enteignung im Zuge der estnischen Landreform 1919 war der deutschbaltische Adlige Georg Hoyningen-Huene. Das eingeschossige Herrenhaus aus Holz entstand wahrscheinlich an der Wende vom 18. zum 19. Jahrhundert. Es war im Stil des Klassizismus errichtet. Heute befindet es sich als Gästehaus wieder in Privatbesitz.

## Windmühle
In dem beliebten Ferienort befindet sich zahlreiche Pensionen und touristische Einrichtungen. Sehenswürdigkeit ist die um 1869 entstandene Windmühle im holländischen Stil. Das fünfgeschossige Bauwerk aus massivem Sandstein ist fünfzehn Meter hoch. Die Mühle wurde aufwändig restauriert. Sie dient heute als Hotel, Seminarzentrum und Kunstmuseum.

## Söhne und Töchter des Ortes
Berühmtester Sohn des Ortes ist der estnische Schriftsteller Karl Ristikivi (1912–1977). Er verbrachte in Pivarootsi seine Kindheit und Jugend. Am reetgedeckten ehemaligen Wohnhaus erinnert eine Gedenktafel an ihn.